# 原田秀一
原田 秀一（はらだ ひでかず、1972年〈昭和47年〉12月25日 - ）は、日本の政治家。国民民主党所属の参議院議員（1期）。

## 来歴
香川県大川郡大川町（現さぬき市）に生まれ、大川町立松尾小学校、大川町立大川第一中学校、香川県立高松商業高等学校を経て、岡山大学法学部を卒業。
1995年4月から西松建設、1999年に公認会計士試験に合格した後、1999年10月から中央青山監査法人、2000年12月から大和証券、更に2004年5月からメリルリンチ日本証券で勤務して、2019年3月から同社取締役に就任した。2020年4月からKKRジャパンでマネージング・ディレクターとして勤務した後、2023年10月にジャパン・アクティベーション・キャピタルを有志と創業、2025年1月に退社した。
2025年2月、第27回参議院議員通常選挙に国民民主党の公認で香川県選挙区から出馬することが発表された。同県選出の衆議院議員玉木雄一郎の全面的なサポートを受け、同年7月20日の投開票の結果、自由民主党現職の三宅伸吾を破り初当選を果たした。

## 人物
現在の香川での居住地は三木町。趣味はゴルフで妻帯者。

## 選挙歴
| 当落 | 選挙                     | 執行日         | 年齢 | 選挙区       | 政党       | 得票数     | 得票率 | 定数 | 得票順位 /候補者数 | 政党内比例順位 /政党当選者数 |
| ---- | ------------------------ | -------------- | ---- | ------------ | ---------- | ---------- | ------ | ---- | ------------------ | ---------------------------- |
| 当   | 第27回参議院議員通常選挙 | 2025年07月20日 | 52   | 香川県選挙区 | 国民民主党 | 17万4728票 | 40.35% | 1    | 1/6                | /                            |